# Millard Sheets

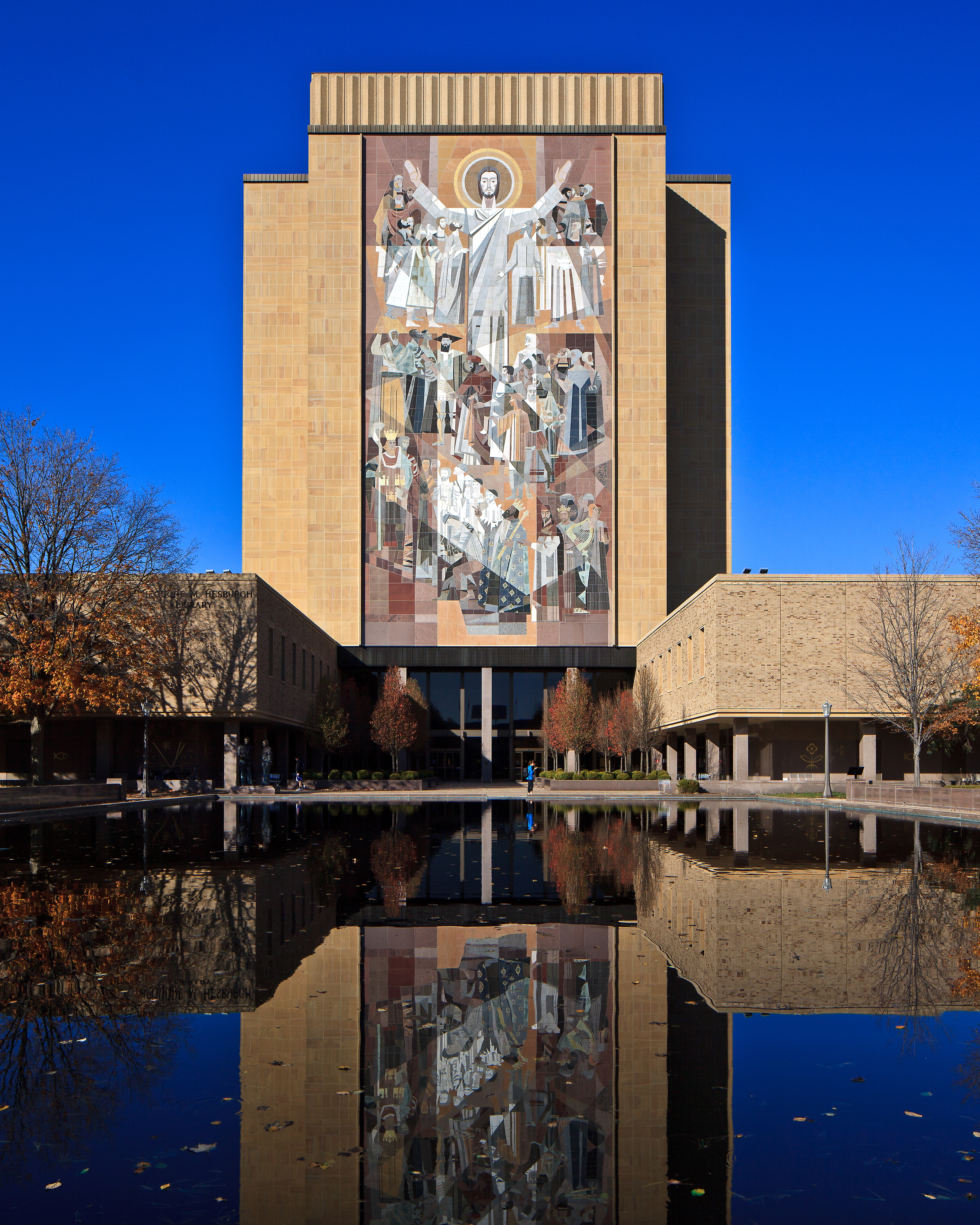
The Word of Life ist ein großes Mosaik von Millard Sheets an der Seite der Theodore Hesburgh Library, das den auferstandenen Jesus darstellt. Aufgrund der Art und Weise, wie Jesus die Arme erhoben hat, und seiner Sichtbarkeit vom Notre-Dame-Stadium aus ist das Wandgemälde im Volksmund als „Touchdown Jesus“ bekannt geworden.

Millard Owen Sheets (* 24. Juni 1907 in Pomona, Kalifornien; † 31. März 1989 in Gualala, Kalifornien) war ein US-amerikanischer Maler, Grafiker, Mosaizist, Architekt, Designer und Kunstpädagoge. Er gilt als einer der führenden Vertreter der „California Scene Painting“-Bewegung.

## Leben
Millard Owen Sheets wurde 1907 in Pomona, Kalifornien, geboren. Nach dem Tod seiner Mutter wuchs er bei seinen Großeltern in Pomona auf. Schon früh zeigte sich sein Interesse an der Kunst: Mit nur zwölf Jahren gewann er den ersten Preis in einer Zeichenkategorie der „Los Angeles County Fair“. Er erhielt Unterricht bei Theodore B. Modra und besuchte das Chouinard Art Institute in Los Angeles, wo er unter anderem von F. Tolles Chamberlin und Clarence Hinkle ausgebildet wurde. Noch vor seinem Abschluss im Jahr 1929 nahm er an Ausstellungen der California Water Color Society teil und wurde im Alter von 19 Jahren Mitglied dieser Gesellschaft. Bereits mit 20 Jahren übernahm er dort eine Lehrtätigkeit. Im Jahr 1929 stellte er erstmals in den Dalzell Hatfield Galleries in Los Angeles aus und gewann den zweiten Platz im Edgar-B.-Davis-Kunstwettbewerb in Texas. Dadurch wurde ihm eine Europareise ermöglicht. Während seines Auslandsaufenthalts in den Jahren 1929/30 studierte Millard Sheets bei dem in Paris lebenden Plakatkünstler Albert Dorfinant. Durch seine Arbeit in dessen Atelier lernte er Henri Matisse kennen. 1930 heiratete er die Kunststudentin Mary Baskerville. In den 1930er-Jahren stellte Sheets in zahlreichen US-amerikanischen Städten sowie in Paris aus und erlangte als eine der führenden Figuren der kalifornischen Aquarellszene Bekanntheit. 1932 begann seine langjährige Lehr- und Leitungstätigkeit am Scripps College in Claremont, wo er die Kunstabteilung aufbaute. 1938 wurde er zudem Direktor der Kunstabteilung der Claremont Graduate School. Von 1931 bis 1956 leitete er die Kunstausstellung der Los Angeles County Fair.
Während des Zweiten Weltkriegs war Sheets als Kriegskorrespondent und Künstler für das Life Magazin sowie für die US-Luftwaffe in Indien und Burma tätig. Die dort gewonnenen Eindrücke prägten seine Werke der 1940er-Jahre, die sich durch dunklere Farbwerte und ernstere Themen auszeichnen. Ab den 1950er-Jahren hellte sich seine Farbpalette auf. Im Jahr 1953 gründete Millard Sheets das Unternehmen Millard Sheets Designs, in dem bis zu 30 Mitarbeiter an architekturbezogenen Kunstprojekten wie Mosaiken, Wandbildern und Glasarbeiten arbeiteten. Sheets gestaltete unter anderem Gebäude der Home Savings and Loan Association, den Sitz der National American Insurance Company, das Cal-Aero-Flugtrainingszentrum sowie die Scottish Rite Memorial Temples in Los Angeles und San Francisco. Zu seinen bedeutendsten Werken gehört das monumentale Fassadenmosaik The Word of Life an der Hesburgh Library der University of Notre Dame, Indiana. Es wurde 1964 vollendet und ist unter dem Spitznamen „Touchdown Jesus“  bekannt. Das Werk besteht aus 6700 Steinelementen in 81 Gesteinsarten aus 16 Ländern, ist 41 Meter hoch und 21 Meter breit und zeigt eine Prozession von Gelehrten und Heiligen mit Christus als Lehrer an der Spitze. Millard Sheets war Mitglied der National Academy of Design, des New York Water Color Club, der American Watercolor Society, der California Water Color Society, der Society of Motion Picture Art Directors sowie der Century Association. Er leitete das Otis Art Institute (später Teil der Parsons School of Design) von 1955 bis 1965 und unterrichtete auch am Chouinard Art Institute und weiteren Einrichtungen.
Millard Sheets' Arbeiten sind in zahlreichen Museen und Privatsammlungen vertreten. Sein Einfluss auf die amerikanische Aquarellkunst, insbesondere in Kalifornien, war nachhaltig. Er prägte Generationen von Künstlern – sowohl als Maler als auch als Lehrer. Er starb 1989 im Alter von 81 Jahren in Gualala, Kalifornien.